# Strage di Oderzo
La strage di Oderzo, avvenuta in due fasi tra il 30 aprile e il 15 maggio 1945 a Oderzo e Ponte della Priula, in provincia di Treviso, fu l'esecuzione sommaria di centotredici uomini, tra i quali 101 allievi della scuola per ufficiali della Guardia nazionale repubblicana.

## La resa
L'entrata a Oderzo dei primi reparti partigiani il 28 aprile 1945, con due giorni di anticipo rispetto ai soldati alleati, mise la parola fine all'occupazione tedesca della città.
Alle ore 10 del mattino del 28 aprile, nella casa canonica di Oderzo fu firmato, alla presenza del parroco, abate mons. Domenico Visentin, e il nuovo sindaco della città Plinio Fabrizio, un accordo tra il Comitato di Liberazione Nazionale, rappresentato da Sergio Martin, e da due rappresentanti della RSI, il colonnello Giovanni Baccarani, comandante della Scuola Allievi Ufficiali di Oderzo, e il maggiore Amerigo Ansaloni, comandante del Battaglione Romagna.
L'accordo, che puntava ad evitare uno spargimento di sangue e di "assicurare l'ordinato inizio delle Autorità di nuova costituzione", prevedeva quanto segue:

1. L'ammassamento presso i locali del collegio Brandolini-Rota di tutti i reparti della RSI presenti in loco;

2. Il disarmo di tutti i suddetti reparti, ufficiali esclusi, e la consegna delle armi e degli equipaggiamenti militari al CLN;

3. La consegna di un lasciapassare rilasciato dal CLN, a tutti gli appartamenti ai reparti, atto a raggiungere le rispettive località di residenza. Di fatto l'accordo escludeva solo le Brigate Nere, le quali avevano cattiva fama in città, e che sarebbero rimaste nel collegio a disposizione della Commissione di Giustizia.
I reparti contavano circa seicento uomini, di cui centotrenta appartenenti ai due battaglioni, "Bologna" e "Romagna", e i restanti quattrocentosettanta, allievi ufficiali della scuola di Oderzo, i quali consegnarono le armi concentrandosi nei locali del Brandolini-Rota, collegio gestito dai Giuseppini del Murialdo a sud della cittadina.

## La violazione della resa
Nel pomeriggio giunsero in città i partigiani della brigata "Cacciatori della pianura", appartenenti alla Brigate Garibaldi e politicamente vicini al Partito Comunista Italiano i quali, venuti a sapere delle trattative in corso con i fascisti, imposero la propria volontà con il peso delle armi di cui potevano disporre e approfittando della debolezza del CLN locale. Decisero quindi di considerare nullo l'accordo preso e di istituire un tribunale di guerra.
Poche ore dopo giunse a Oderzo anche Attilio Da Ros, detto il "Tigre", uno dei capi della Brigata. Personaggio carismatico e impulsivo, si trovava in quel momento "confinato" in Cansiglio per volere dei suoi stessi compagni di lotta, a seguito di una serie di azioni discutibili, tra i quali un attentato ai nazisti compiuto nella vicina Camino il 12 settembre 1944 che costò la vita, per rappresaglia, ai partigiani Giovanni Girardini e Bruno Tonello.

## Il processo partigiano
La situazione precipitò quando vari capi partigiani dovettero lasciare la città ed accorrere a Cessalto per fiaccare una sacca di resistenza tedesca. Già a partire dalla sera del 28 aprile, mentre già numerosi prigionieri stavano lasciando il Brandolini muniti dei salvacondotti e approfittando della confusione, il tribunale di guerra partigiano incominciò il processo nel cortile del collegio emettendo nel giro di due giorni un centinaio di sentenze. Il suo compito era applicare in modo rigido la cosiddetta "Legge della Montagna", un insieme di disposizioni interne al gruppo per stabilire le pene da applicare a tedeschi e fascisti.
Come recita la sentenza del processo ai responsabili tenutosi a Velletri, "non vi fu mai un collegio giudicante [...]; non vi fu possibilità di difesa per gli accusati, non furono contestati agli accusati fatti specifici [...], le sentenze di condanna a morte non furono pronunciate, [...] la vita e la morte di ciascuno dipendevano dall'arbitrio più sconfinato".

## Le fucilazioni sul fiume Monticano
Le prime fucilazioni avvennero già nelle prime ore del 30 aprile: tredici prigionieri furono prelevati in due fasi dalle carceri, fucilati lungo le rive del Monticano ed i corpi gettati nel fiume.
Nel pomeriggio altri cento condannati, più altri ventiquattro aggiunti sul momento, furono schierati in cortile, in un clima di confusione e disorganizzazione dovuta alla pioggia e alla sete di vendetta di alcuni presenti. A tutti furono legati le mani dietro la schiena con del filo di ferro e comunicato che sarebbero stati trasferiti in un campo di concentramento; in realtà la loro destinazione fu Ponte della Priula, piccolo centro vicino al letto del fiume Piave.
Al momento di partire ci si accorse che negli unici mezzi a disposizione, un'ambulanza e un grosso camion di bestiame, non c'era posto per tutti: fu così che alcuni furono lasciati al Brandolini e, senza saperlo, si salvarono la vita: tra questi alcuni militi del "Romagna". Recita la sentenza del processo di Velletri: "non fu compilata nemmeno una lista completa dei prigionieri mandati a morte al Ponte della Priula". Molti scampati furono poi ripresi, nonostante il lasciapassare rilasciato dal CLN, e furono uccisi nella Strage della cartiera di Mignagola o in occasione della strage della Corriera fantasma a San Possidonio.
A sera i due camion, scortati, partirono per Ponte della Priula, impiegando circa due ore per percorrere i ventidue chilometri di distanza. Dopo essere stati tradotti in un grande prato presso le rive del fiume, furono tutti uccisi (si salvarono solo due persone, Biasi Giuseppe e Marci Mario, perché si nascosero in una intercapedine sul camion). Da Ros, che aveva preso il comando delle operazioni a Oderzo, lasciò il compito di eliminare fisicamente i condannati a Silvio Lorenzon, nome di battaglia "Bozambo", detto anche "Il boia di Montaner". La mattina del 1º maggio gli autori della strage costrinsero dei contadini a seppellire i cadaveri.

## Eventi successivi
Tre giorni dopo la strage i "Cacciatori della Pianura", probabilmente su pressione del CLN che aveva tentato di opporsi all'eccidio, si assunsero la responsabilità dell'accaduto, con un manifesto affisso in città il 4 maggio:
(Brigata Cacciatori della Pianura)
Due giorni dopo un partigiano di Faenza, giunto a Oderzo e dichiaratosi commissario politico della ventottesima Brigata Garibaldi "Mario Gordini", chiese e ottenne a fatica di prelevare dalle carceri cittadine e dai rinchiusi al Brandolini altri tredici prigionieri, ex militi della Guardia Nazionale Repubblicana che avevano operato nella sua zona per poi scappare a nord.
Ma invece di ricondurli in Romagna per il processo, il 15 maggio l'ignoto partigiano insieme a Bozambo condusse i tredici sempre a Ponte della Priula. Di questi dodici furono fucilati a mezzanotte; il tredicesimo, un ragazzo di diciotto anni che affermava di conoscere la cassa del Battaglione Romagna, venne giustiziato nei pressi della chiesa di Fontanelle.
Una storia che iniziò a girare già all'epoca, , narra che il 16 maggio, in occasione delle nozze di due partigiani, Adriano Venezian detto "il Biondo" e Vittorina Arioli detta "Anita", agli sposi furono augurati dodici figli, e si sarebbe provveduto, come atto propiziatore, all'uccisione di dodici allievi ufficiali della scuola, avvenuta sempre nei pressi del Ponte della Priula.

## Il processo e le condanne
Il 14 marzo 1952 Da Ros, Lorenzon ed altri undici partigiani furono arrestati e tradotti nel carcere di Treviso, dove iniziò un processo che venne pesantemente influenzato dal clima politico dell'epoca.
A processo quasi concluso, su richiesta dell'accusa esso fu trasferito per Legittimo sospetto a Velletri, scelta che finì per pesare soprattutto sugli accusati, i cui avvocati difensori furono costretti a lunghe trasferte nel Lazio. Gli imputati furono quindi trasferiti nel carcere di Regina Coeli a Roma.
Il processo terminò con le sentenze del 16 maggio 1953: alcuni degli autori della strage furono condannati a pene variabili, dai ventiquattro ai trenta anni di reclusione. Tuttavia il momento politico e i forti condizionamenti politici che già avevano impedito un serio processo di epurazione, suggerirono al Parlamento e al governo di varare una serie di amnistie e condoni ad ampio raggio, grazie ai quali i condannati per la strage scontarono solo cinque anni di detenzione, per poi uscire per effetto dell'"Amnistia Togliatti".
Lo stesso giorno in cui avvenne la loro scarcerazione, il 20 gennaio del 1954, i condannati furono ricevuti dallo stesso Palmiro Togliatti e da Luigi Longo presso la sede del Partito Comunista Italiano a Roma in Via delle Botteghe Oscure.

## Commemorazioni e polemiche
A ricordo della strage, i sopravvissuti realizzarono un cippo presso il luogo delle esecuzioni, in località Tron di Ponte della Priula che fu segretamente inaugurato la notte del 4 novembre 1966; la mattina dopo, al sorgere del sole, il monumento era già stato imbrattato di vernice rossa.
Gli eventi del Brandolini rappresentano ancora a distanza di anni una ferita aperta per la storia della città di Oderzo, tanto che la lapide con i nomi dei caduti opitergini della seconda guerra mondiale posta nel Monumento alla Patria cittadino, fu realizzata solo quarant'anni dopo la fine della seconda guerra mondiale a causa tra l'altro del lungo dibattito suscitato dalla proposta, poi accolta, di inserire nell'elenco anche i caduti di parte fascista.
Per poter assistere, a Oderzo, al primo dibattito pubblico sulla strage, si dovette aspettare fino al 30 aprile 2010, sessantacinque anni dopo gli avvenimenti.